# Riviera (hotel i kasyno)
Riviera („the Riv”) – hotel i kasyno, położony przy bulwarze Las Vegas Strip w Winchester, w stanie Nevada. Stanowi własność korporacji Riviera Holdings Corporation.
Obiekt składa się z kasyna o powierzchni 10 000 m² oraz hotelu z 2.100 pokoi.

## Historia
Riviera został otwarty 20 kwietnia 1955 roku jako pierwszy wieżowiec, a zarazem dziewiąty obiekt przy Las Vegas Strip. Wchodzące w skład obiektu kasyno stanowi jedno z najstarszych oraz najsłynniejszych w Las Vegas.

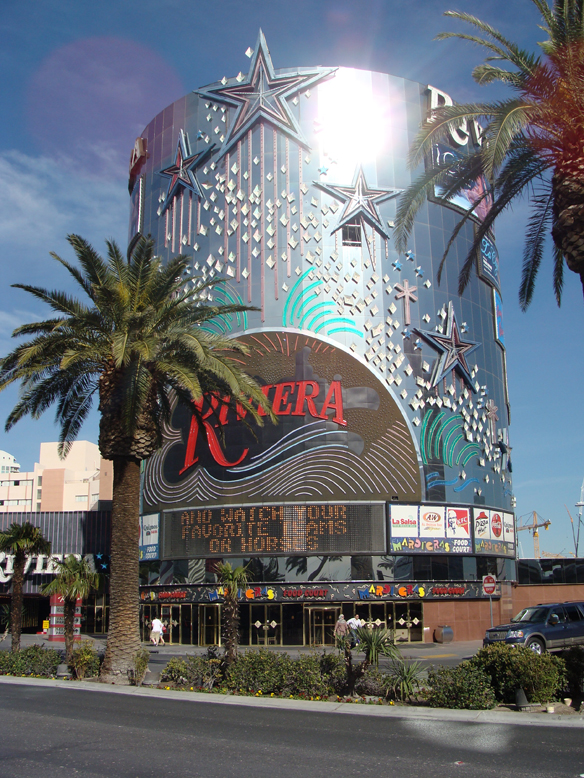
Riviera

Otwarcie Riviera, które zbiegło się w czasie z oddaniem do użytku kompleksów rozrywkowych Dunes i Royal Nevada, stanowiło przedmiot wydania magazynu Life Magazine z 20 czerwca 1955 roku. Okładka prezentowała kobietę ucharakteryzowaną w stylu Moulin Rouge, z podpisem „Czy boom na Las Vegas nie zaszedł zbyt daleko?”. Wewnątrz pisma znajdował się artykuł, który twierdził, że w Las Vegas powstało zbyt wiele hoteli, aby były odpowiednio opłacalne.
Riviera wybudowany został przez grupę inwestorów z Miami i od tego czasu przeszedł wiele zmian własnościowych; w przeszłości, przez pewien czas, był nawet w posiadaniu mafii (podobnie jak wiele obiektów w Las Vegas w latach 60. i 70. XX wieku). W momencie otwarcia, niespełna 10% udziałów w Riviera posiadali bracia Harpo Marx i Gummo Marx. Niewielkie udziały w obiekcie posiadał również Dean Martin.
Uroczystość otwarcia obiektu uświetnił wokalista Liberace, który przez kilka kolejnych lat regularnie występował w Riviera.
12 lipca 2010 roku, właściciele Riviera złożyli wniosek o tzw. bankructwo naprawcze, znane w amerykańskim systemie prawnym jako Chapter 11.
Pod koniec lat 00. XXI wieku obiekt zdecydowanie stracił na popularności, głównie ze względu na zmniejszenie się ruchu pieszych w okolicy Riviera. W przeszłości budynek otaczały Stardust, New Frontier i Westward Ho, które zostały wyburzone, robiąc miejsce dla nowych konstrukcji. Powstające na tych obszarach Fontainebleau Resort Las Vegas oraz Echelon Place borykają się z dużymi opóźnieniami, co również wpływa na mniejszy ruch w okolicy Riviera.

### Riviera w filmie
- Ocean’s Eleven (1960)
- Austin Powers: Agent specjalnej troski (1997)
- W krzywym zwierciadle: Wakacje w Vegas (1997)
- Kasyno (1995)
- Go (1999)
- 3000 mil do Graceland (2001)
- 21 (2008)
- Kac Vegas (2009)

## Bilard
Riviera posiada niemal monopolowy udział w organizacji mistrzowskich turniejów amatorskiego bilardu w Stanach Zjednoczonych. Wydarzeniem tej rangi, rozgrywanym poza obiektem, jest jedynie U.S. Amateur Championship, mający miejsce na Florydzie. Centrum konwencyjne Riviera stanowi miejsce rozgrywania turniejów organizowanych przez Billiard Congress of America, American Poolplayers Association, Valley National 8-Ball Association oraz American Cuesports Alliance. W 2011 roku VNEA rozwiązała współpracę z Riviera, przenosząc swoją działalność do Bally’s.